# Spaanse parlementsverkiezingen november 2019
De Spaanse parlementsverkiezingen van november 2019 werden gehouden op 10 november, nadat tijdens de kortstondige en vruchteloze dertiende legislatuur het niet mogelijk bleek een regering te vormen. Het waren de vierde parlementsverkiezingen in vier jaar, en zodoende tekenend voor de politieke instabiliteit in Spanje. Deze verkiezingen bepalen de machtsverhoudingen in de Cortes Generales voor de veertiende legislatuur, en er werd gestemd voor alle 350 zetels van het Congres van Afgevaardigden en voor 208 van de 265 zetels in de senaat. De organisatie en het verloop van parlementsverkiezingen in Spanje is geregeld in de grondwet van dat land.
Een van de meest bepalende gebeurtenissen in de aanloop naar deze verkiezingen is de uitspraak in de rechtszaak tegen de leiders van het Catalaanse onafhankelijkheidsproces op 14 oktober.
Kenmerkend voor deze verkiezingen zijn een verdere versplintering van het politieke landschap in de Cortes Generales, het grote verlies van de partij Ciudadanos (C's) en de sterke groei van de extreemrechtse partij Vox.

## Voorgeschiedenis
De voorgaande verkiezingen waren nog op 28 april 2019, waarna de dertiende legislatuur begon. Deze verkiezingen hadden een tot dan toe ongekend verdeeld congres opgeleverd, waardoor er over het aanstellen van een nieuwe regering onderhandeld moest worden. Gegeven de uitslag hadden alleen de linkse partijen de mogelijkheid samen een meerderheid te bewerkstelligen. De socialistische PSOE van zittend minister-president Pedro Sánchez was de grootste geworden, en dus nam hij het initiatief voor de onderhandelingen. Aangezien de centrumrechtse liberale partij C's elke steun aan Sánchez categorisch af had gewezen, was hij aangewezen op Unidas Podemos (UP) onder leiding van Pablo Iglesias en op steun van regionalistische partijen voor het verkrijgen van een meerderheid. Deze regionalistische partijen, waaronder de Catalaanse separatisten van ERC en JxCat, en het voorheen aan ETA gelieerde EH Bildu, hadden eenzijdig al aangegeven geneigd te zijn hun gedoogsteun te verlenen. De onderhandelingen liepen echter stuk omdat Sánchez zelf leiding wilde geven aan een minderheidsregering met gedoogsteun van UP, terwijl Iglesias aandrong op een coalitieregering, die overigens ook geen meerderheid zou hebben, en beide partijen niet nader tot elkaar kwamen. Hierdoor werd er in de Cortes Generales tegen de regering gestemd die Sánchez uiteindelijk voorstelde op 23 en 25 juli.
Op 16 en 17 september hield koning Felipe VI een nieuwe consultatieronde met alle partijleiders, waarna hij tot de conclusie kwam dat geen enkele kandidaat aan een meerderheid kon komen om een regering te vormen, en werden er nieuwe verkiezingen uitgeschreven voor zondag 10 november.

## Partijen en kandidaten

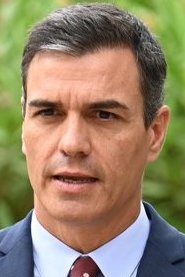
Pedro Sánchez, PSOE

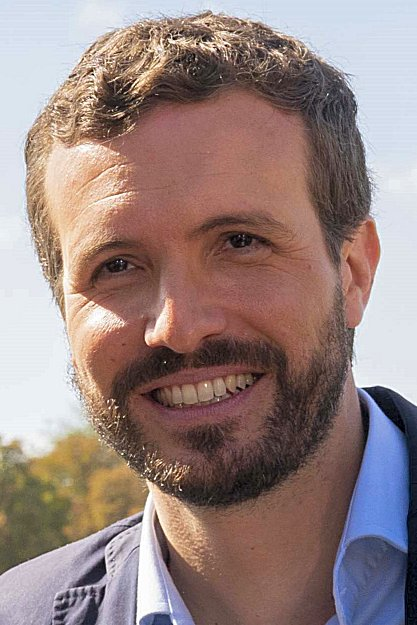
Pablo Casado, PP

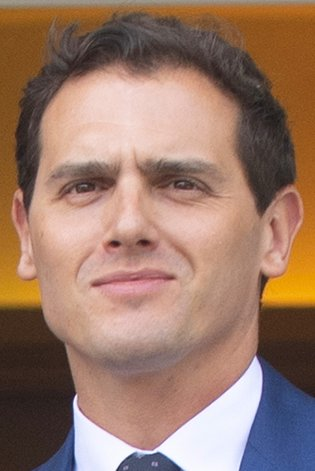
Albert Rivera, C's

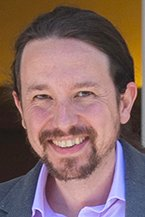
Pablo Iglesias, UP

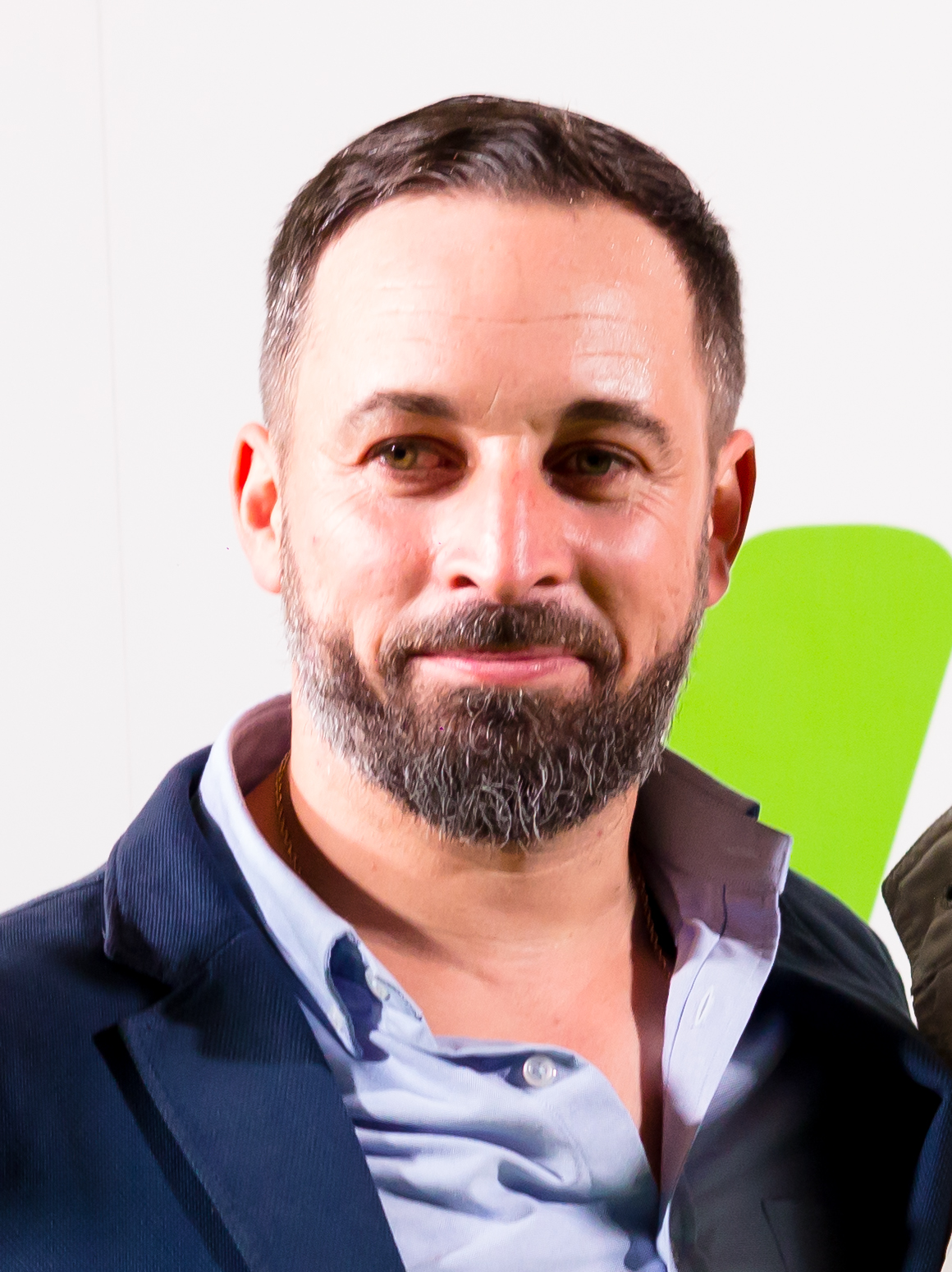
Santiago Abascal, Vox

Het is gebruikelijk dat elke partij de eerste persoon op de kieslijst in het kiesdistrict Madrid kandidaat stelt voor het premierschap. Regionale, provinciale en lokale media volgen voornamelijk de activiteiten en de uitgezette strategische koersen van de serieuze kandidaten voor de rol van toekomstig premier, tezamen met de leidende kandidaten in de elk van de kiesdistricten, die overeenkomen met de provincies.

### PSOE
Waarnemend premier Pedro Sánchez is premierskandidaat namens de socialistische Partido Socialista Obrero Español (PSOE). Hij vraagt aan de kiezers, net als bij de vorige verkiezingen, om hem een absolute meerderheid te geven, om zo de onderhandelingsimpasse te doorbreken die er uiteindelijk toe leidde dat er in de vorige legislatuur geen regering kon worden aangesteld. De verkiezingsslogan van de PSOE is dan ook Ahora, Gobierno. Ahora, España. ("Nu, regering. Nu, Spanje.")
Sánchez probeert zichzelf in de aanloop naar de verkiezingen te profileren als staatsman en beschermer van de rechtsstaat en de orde. Zo reageert hij op de protesten na de uitspraak in de rechtszaak tegen de leiders van het Catalaanse onafhankelijkheidsproces op 14 oktober door te verklaren geen gewelddadige protesten of uitdaging van de rechtsstaat te tolereren, en werpt hij zichzelf op als verdediger van de grondwet en de constitutionele orde. In de chaotische periode na deze uitspraak, als veel Catalanen de straat op gaan, stelt Sánchez zich op de voorgrond met duidelijke uitspraken en de intentie in te grijpen. In de socialistische partij wordt ervan uitgegaan dat deze zichtbaarheid hem veel stemmen op zal leveren, met name ten koste van het kleinere Unidas Podemos aan de linkerkant van de PSOE.
In de aanloop naar de verkiezingen zakt de partij gestaag in de peilingen, maar het uiteindelijke verlies valt mee, en opnieuw komt de partij als grootste uit de bus. Daags na de verkiezingen presenteert Sánchez samen met Pablo Iglesias van UP een principe-overeenkomst voor een nieuw te vormen coalitieregering. De snelheid waarmee dit gebeurt is opmerkelijk, omdat het juist het onvermogen was van beide partijen om een regering te vormen na de vorige verkiezingen wat ertoe heeft geleid dat deze verkiezingen uit werden geschreven.

### PP
Onder leiding van premierskandidaat Pablo Casado verloor de conservatieve partij Partido Popular (PP) flink in de voorgaande verkiezingen in april. Omdat het zijn eerste verkiezingen waren, kreeg hij van zijn partij het voordeel van de twijfel en mocht hij aanblijven als partijleider. Koos hij in de voorgaande verkiezingen een stevige, rechtse retoriek in een poging de snel opkomende extreemrechtse partij Vox de wind uit de zeilen te halen, bij deze verkiezingen meet hij zich een gematigder postuur aan. Gedurende de gehele kortstondige dertiende legislatuur groeide de partij gestaag in de peilingen om opnieuw de belangrijkste partij op rechts te worden, iets wat in de voorgaande verkiezingen niet zo vanzelfsprekend was. Hij doet een voorstel tot samenwerking aan de liberale partij C's onder de naam España Suma, maar deze wordt door C's afgewezen. De verkiezingsslogan van de PP is Por todo lo que nos une. ("Voor alles wat ons verenigt.")
In de uitslag wordt het grote verlies in april deels weer goed gemaakt, hoewel de zetelaantallen van voor die verkiezingen niet meer gehaald zullen worden, omdat het de facto tweepartijenstelsel blijvend gebroken is in die verkiezingen. Desalniettemin wordt de partij weer met afstand de grootste op rechts en heeft daar voor de komende legislatuur weer de hegemonie.
Ten opzichte van Catalonië is de partij wat milder dan tijdens de vorige verkiezingen, en eist aanvankelijk niet langer de onmiddellijke toepassing van artikel 155 van de grondwet waardoor het Catalaanse zelfbestuur op wordt geschort. Wel vragen ze naar aanleiding van de protesten na de uitspraak in de zaak tegen de leiders van het onafhankelijkheidsproces om het afkondigen van de noodtoestand. Ze maken er tijdens de campagne een punt van dat de linkse partijen PSOE en UP over Spanje praten als "een natie van naties", verwerpen het idee dat de verschillende regio's naties zouden zijn en stellen dat er in Spanje maar een natie is, namelijk de Spaanse.

### C's
Het centrumrechtse liberale Ciudadanos (C's) heeft in april behoorlijk gewonnen tijdens de verkiezingen, maar staat er in de aanloop naar deze verkiezingen slecht voor in de peilingen, onder andere door interne strubbelingen, de wegebbende weerstand tegen de corruptie van de andere rechtse partij, de PP, en het feit dat de partij geen regering aan is gegaan met de PSOE na de verkiezingen in april, terwijl de twee gezamenlijk een ruime meerderheid in het congres zouden hebben gehad. Albert Rivera, partijleider en kandidaat voor de post van minister-president, heeft na de verkiezingen in april categorisch geweigerd een nieuwe regering onder leiding van Sánchez te steunen, zowel op passieve (door onthouden van stemming) als actieve wijze (door voor zo'n regering te stemmen). Een van zijn belangrijkste campagnepunten is dan ook dat deze nieuwe verkiezingen een nieuwe kans zijn om Sánchez de macht te ontnemen. Daarnaast bindt hij ook de strijd aan met de PP. Deze dubbele strijd had de partij in april een grote winst opgeleverd, en Rivera gaat ervan uit dat dat ook nu weer het geval zal zijn.
Daarnaast heeft C's altijd veel succes gehad met een harde stelling ten opzichte van het separatisme in Cataloni. De uitspraak in de rechtszaak tegen de leiders van het Catalaanse onafhankelijkheidsproces grijpt hij dan ook aan om stevig tegen de separatisten van leer te trekken, in de veronderstelling dat dit thema hen ook nu zal helpen het meer in hun voordeel zal werken dan voor de PSOE. Dit blijkt echter niet het geval. De partij boekt een enorm verlies in deze verkiezingen en gaat van 57 naar 10 zetels. Gezien de grote groei van extreemrechtse partij Vox, denken analisten dat de anti-catalaanse stemmer van C's naar die partij is vertrokken. Partijleider Rivera treedt daags na de verkiezingen af, wat de partij verder in een crisis stort.

### UP
Unidas Podemos (UP) is een lijstverbinding tussen Podemos, de protestpartij geboren uit de 15 mei-beweging in 2011, en IU, een federatie waar onder meer de communisten deel van uitmaken. Pablo Iglesias, de leider van UP, heeft verschillende interne conflicten overleefd, en weet zelfs na flink te hebben verloren tijdens de vorige verkiezingen de alliantie tussen Podemos en IU te behouden. Sinds april is de partij verder gezakt in de peilingen, en het feit dat een aantal ex-leden, die door interne conflicten aan de kant zijn geschoven, zich samen met een aantal aanverwante bewegingen verenigen in Más País, zal de partij naar verwachting ook geen goed doen.
UP is voor een onafhankelijkheidsreferendum in Catalonië, uit principiële redenen vinden zij namelijk dat iedereen recht heeft op zelfbeschikking, maar tegen de daadwerkelijke onafhankelijkheid van Catalonië. In de nasleep van de uitspraak in de rechtszaak tegen de leiders van het Catalaanse onafhankelijkheidsproces onderstreept Iglesias de steun aan het zelfbeschikkingsrecht van Catalonië, en noemt de uitspraak een "schande voor de democratie", omdat naar zijn mening dit conflict uitgevochten dient te worden in de politieke arena en niet in de rechtbank. Desalniettemin kiest de partij er bewust voor om tijdens de (pre)campagne het thema Catalonië uit de weg te gaan, en zich te concentreren op sociaal-economische thema's. Tijdens het enige lijsttrekkersdebat, op 4 november, herhaalt Iglesias dat Spanje "een natie van naties" is, en zegt trots te zijn op de diversiteit die dat inhoudt.
Hoewel UP meer terrein verliest in deze verkiezingen, is de partij na de verkiezingen opnieuw onmisbaar voor een eventuele regering onder leiding van Pedro Sánchez. Daags na de verkiezingen presenteren Sánchez en Iglesias een principe-overeenkomst voor een te vormen regering.

### Vox
Tussen de vorige verkiezingen in april, en de gecombineerde regionale, Europese en gemeenteraadsverkiezingen in mei heeft de extreemrechtse partij Vox ongeveer de helft van de stemmen verloren. Desalniettemin groeit de partij, tegen de verwachting in, weer stevig in de peilingen in de aanloop naar de verkiezingen in november. Dit heeft de partij waarschijnlijk te danken aan het tussentijdse instorten van de steun aan het centrumrechtse C's. Bovendien mag Vox deze keer aan de verkiezingsdebatten deelnemen, wat de vorige keer niet het geval was. Ook het lichten van het graf van Franco, een van de prioriteiten van minister-president Sánchez, jaagt veel Franco-nostalgici in handen van deze partij. Daarnaast was Vox toegelaten tussen de aanklagers in de rechtszaak tegen de leiders van het Catalaanse onafhankelijkheidsproces, en krijgt de partij de nodige media-aandacht als het na de uitspraak in die rechtszaak op 14 oktober 2019 aankondigt in hoger beroep te gaan. In de campagne gebruiken ze stevige taal over Catalonië, noemen het referendum van 2017 een opstand, en het daarop volgende uitroepen van de onafhankelijkheid een staatsgreep.
Het uiteindelijke resultaat blijft afhankelijk van de opkomst, maar de partij heeft de hoop de derde grootste in omvang te worden, na de PSOE en de PP. Deze hoop materialiseerde zich, en met 52 zetels wordt Vox inderdaad de derde partij.

### Catalaanse separatistische partijen
De belangrijkste drie Catalaanse separatistische partijen, het linkse ERC, het rechtse JxCat en anti-establishment CUP, gaan verdeeld de verkiezingen in. Na de gemeenteraadsverkiezingen in mei is ERC namelijk in meerdere gemeentes het bestuur in gegaan met de PSC, de Catalaanse dochterpartij van de socialistische PSOE die tegen onafhankelijkheid is, en dat is die partij door de twee anderen niet in dank afgenomen.
Na de verkiezingen blijkt steun van ERC aan een eventuele nieuwe regering onvermijdelijk.

## Thema's

### Catalonië

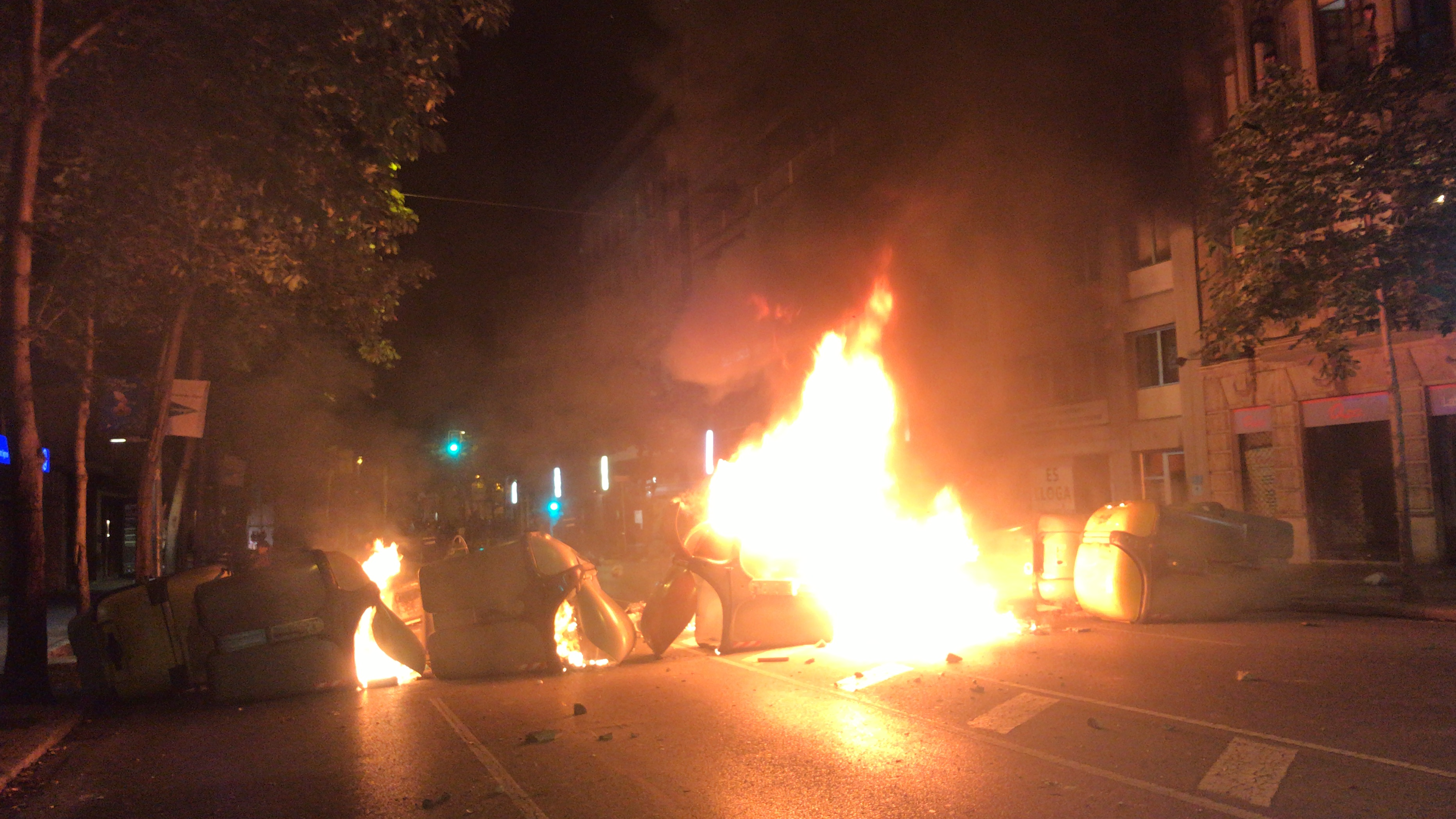
Brandende containers in de straten van Gerona

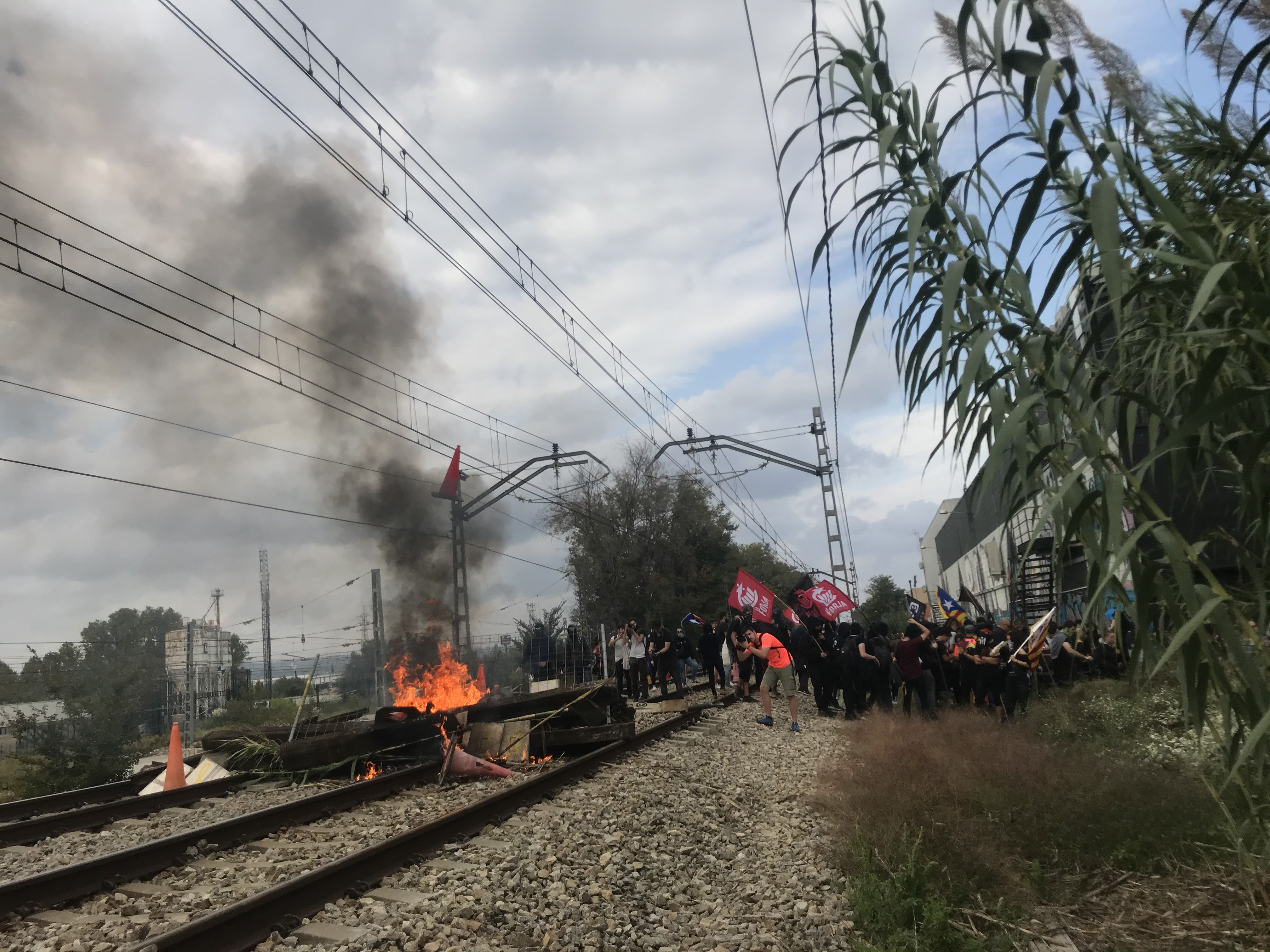
Demonstranten blokkeren de spoorverbinding tussen Barcelona en de Franse grens

Hoewel na het Catalaanse onafhankelijkheidsreferendum in 2017 tijdens de voorgaande legislatuur de situatie rondom Catalonië in rustiger vaarwater terecht was gekomen, laait het in de maanden voor de verkiezingen weer in alle hevigheid op om een aantal redenen, die allen direct of indirect met dat referendum te maken hebben.
Op 14 oktober, een maand voor de verkiezingen, deed het hooggerechtshof uitspraak in de rechtszaak tegen de leiders van het onafhankelijkheidsproces. De Catalaanse regering, in handen van "nationalistische" (regionalistische) partijen, roept de bevolking bij voorbaat al op tot protest en zelfs burgerlijke ongehoorzaamheid. Alle andere partijen veroordelen dit in strenge bewoordingen en doen uitspraken over hoe dit probleem aangepakt moet worden, waarbij vooral door de partijen C's en Vox beloftes worden gedaan om artikel 155 van de grondwet, dat het regionale zelfbestuur tijdelijk opheft, te activeren. Ook minister-president Sánchez zegt deze maatregel niet te schuwen, en dat ook zijn waarnemende regering, indien nodig, deze maatregel kan nemen. Hiermee probeert hij zichzelf het statuur van staatsman aan te meten en de kaart van beschermer van stabiliteit en veiligheid te spelen
In Catalonië was het ondertussen begonnen te broeien. Op 23 september pakte de Guardia Civil 9 leden op van een CDR, een "Comité ter Verdediging van de Republiek", op verdenking van terrorisme. De negen werden al een jaar gevolgd en zouden een aanslag aan het plannen zijn in de dagen na de uitspraak van het hooggerechtshof. Met name de PP maakt al snel de verbinding met ETA, de opgeheven Baskische terreurorganisatie die decennia lang actief was en verantwoordelijk is voor 873 moorden. De strijd tegen ETA was in het verleden een van de speerpunten van die partij.
Na de uitspraak op 14 oktober zijn er hevige protesten en rellen in heel Catalonië. Het vliegveld van Barcelona wordt een dag stilgelegd door de demonstranten en er zijn een week lang rellen in Barcelona en elders in Catalonië. Hoewel het merendeel van de protesten vreedzaam is, zijn het de beelden van het geweld die de ronde doen. Alle partijen nemen duidelijk positie in ten opzichte van de uitspraak. Sánchez reageert door te zeggen dat er van amnestie geen sprake kan zijn, en dat hij garant staat voor de bescherming van de grondwet en van de orde in Catalonië, iets wat Casado van de PP en Rivera van C's ook van hem eisen. Dit betekent voor Sánchez een verharding in zijn opstelling, die voorheen meer op verzoening gericht was. Vox, dat als civiele aanklager zelfs deelnam aan de rechtszaak, geeft aan tegen de uitspraak in beroep te gaan, omdat deze in hun ogen te licht uitvalt. Andere partijen daarentegen, waaronder UP, spreken van een schande voor de Spaanse democratie, en roepen op de veroordeelden amnestie te verlenen en het debat rondom Catalonië niet langer in de rechtbank, maar in de politiek te voeren.
De belangrijkste partijleiders begeven zich allen naar Barcelona om steun te betuigen aan het politiekorps van de Policía Nacional dat meerdere malen in gewelddadig contact is gekomen met relschoppers.
Door de oproep van de Catalaanse regionalistische partijen tot burgerlijke ongehoorzaamheid, en de steun die de verschillende Baskische partijen geven aan de Catalanen, plaatsen deze partijen zich mogelijk buiten een toekomstig spel rondom een regeringsvorming, terwijl juist deze partijen daar in het verleden een belangrijke rol in hadden omdat ze een partij of een coalitie aan konden vullen om zo een meerderheid te behalen. Alles wijst er overigens op dat ook deze keer er toch met die partijen gepraat zal moeten worden om tot een regering te komen.
De onrustige situatie in Barcelona blijft de gehele verkiezingscampagne aanhouden en het thema komt vaak terug. Bij de autoriteiten leeft de angst dat in Catalonië de jornada de reflexión, de dag voor de verkiezingen waarop er geen campagne gevoerd mag worden, en de verkiezingsdag zelf getekend zullen worden door nieuwe rellen. Dit zou negatief uitpakken voor het verkiezingsresultaat van Pedro Sánchez en de PSOE.

### Graf van Franco

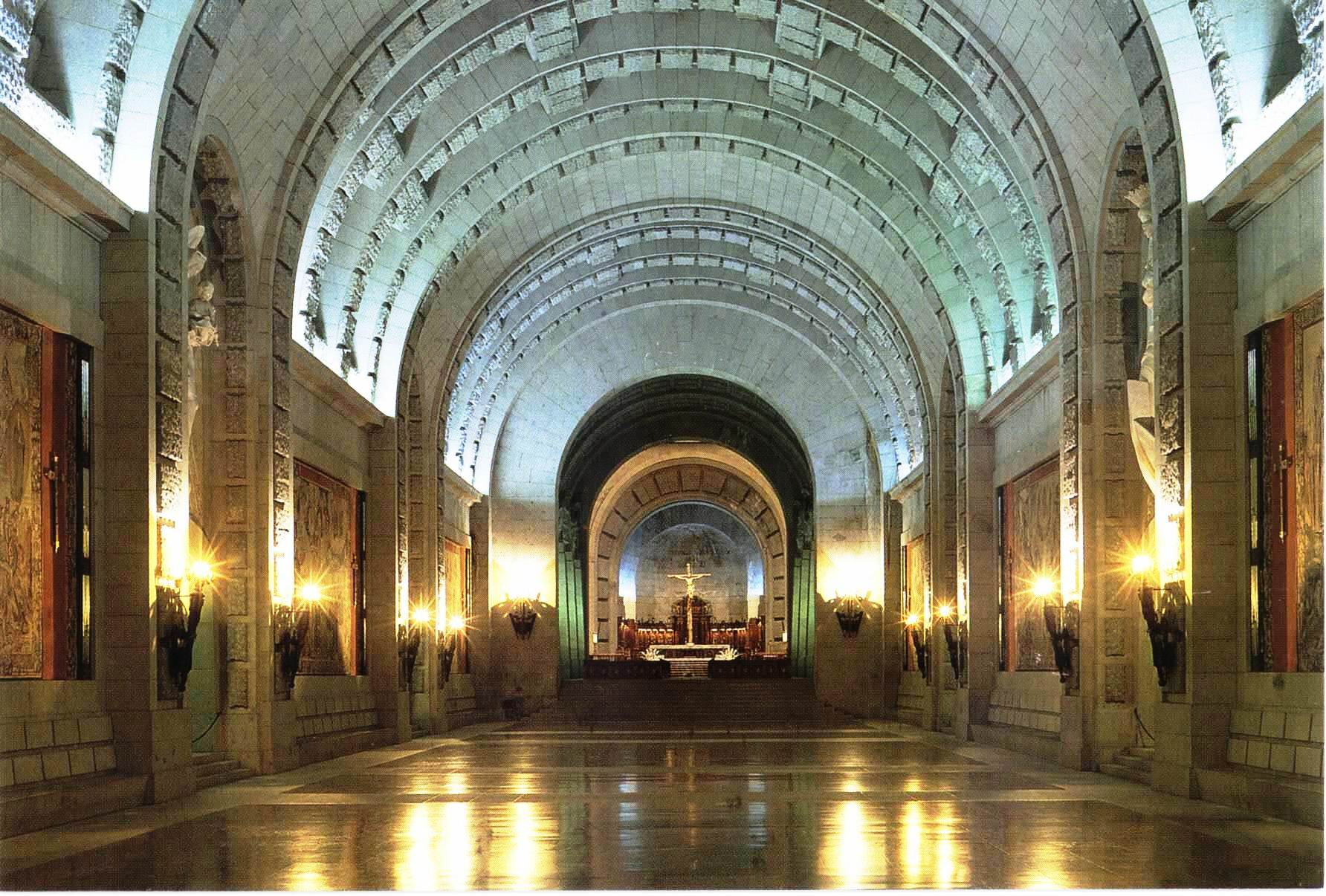
Basiliek in de Vallei van de Gevangenen, met het graf van Franco aan de voet van het altaar

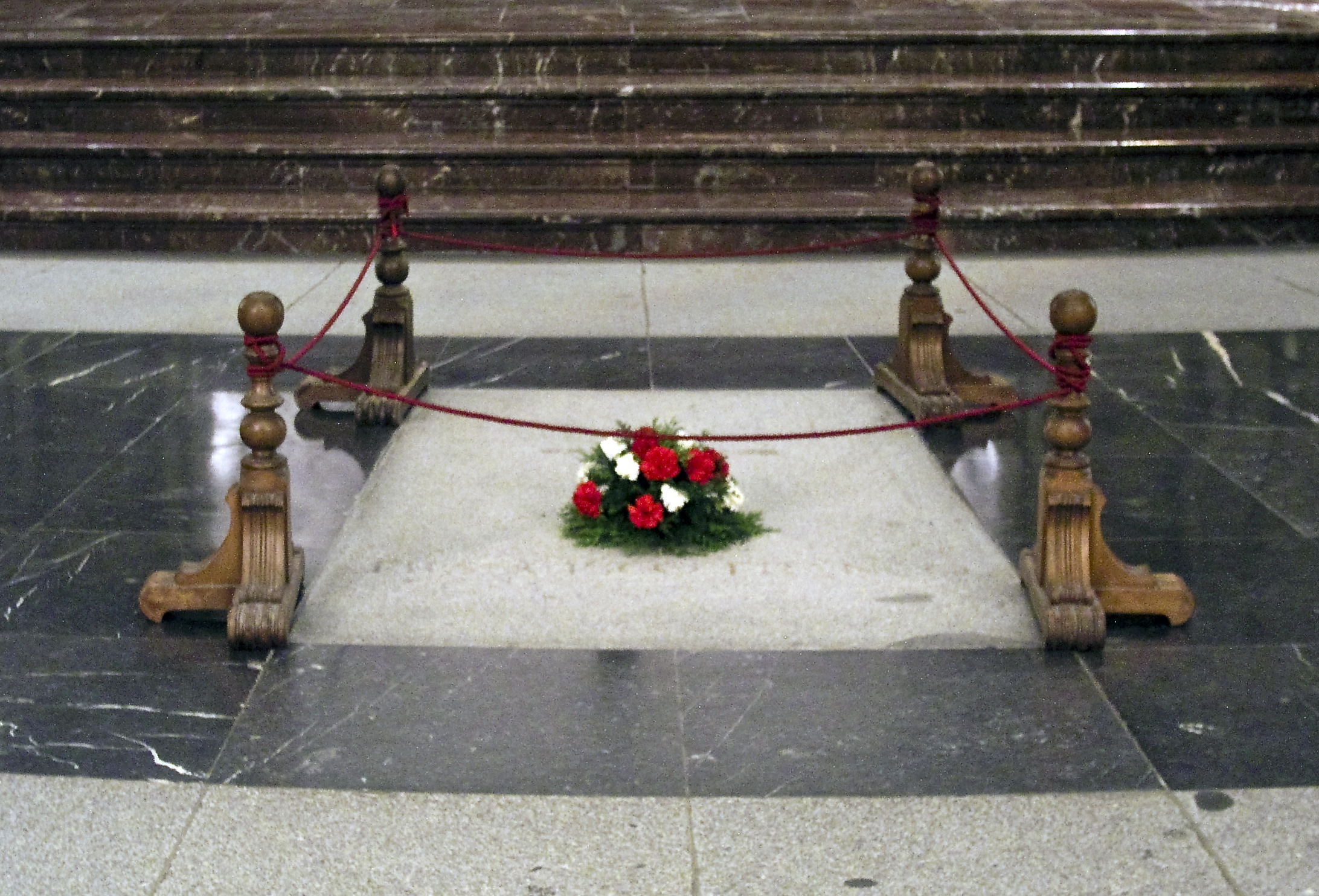
Voormalig graf van Franco in de basiliek in de Vallei van de Gevallenen

Toen Pedro Sánchez in 2018 de macht overnam van Mariano Rajoy was een van zijn eerste beloften de stoffelijke resten van voormalig dictator Francisco Franco uit de basiliek in de Vallei van de Gevallenen te halen, een zeer gevoelige kwestie voor de erfgenamen van de republikeinse zijde tijdens de Burgeroorlog in het algemeen, en nabestaanden van republikeinse doden in het bijzonder. Deze beslissing ontaardde meteen in een juridische strijd tussen de regering aan de ene kant, en de nabestaanden van de dictator en de prior van het klooster in de Vallei van de Gevallenen aan de andere kant. Deze strijd werd pas in september 2019 beslecht in voordeel van de regering door een uitspraak van het hooggerechtshof. Op 24 oktober werden de resten van Franco verplaatst naar het familiegraf op de begraafplaats van Mingorrubio.
Deze tijdslijn maakt het verplaatsen van de resten van Franco een thema tijdens de verkiezingen. PP en C's hebben zich bij de stemming in 2018 over het verplaatsen van het lichaam onthouden en stellen tijdens de campagne ook, net als de extreemrechtse partij VOX, dat deze beslissing oude wonden openrijt en dat Sánchez in het verleden leeft in plaats van naar de toekomst te kijken. Ze verwijten Sánchez veelvuldig zich bezig te houden met de doden, maar de problemen van de levende Spanjaarden en de stagnerende economie te veronachtzamen.
Ondertussen laat Sánchez, gesteund door de andere partijen, zich er juist op voorstaan een beslissing te maken die al ver over tijd was.

### Economie
Ruim voor de verkiezingen zag het ernaar uit dat zittend minister-president Sánchez de goed staat van de Spaanse economie zou kunnen gebruiken tijdens zijn campagne. Dat verandert als halverwege september de Banco de España, de nationale bank, met tegenvallende cijfers komt waaruit blijkt dat de economische groei aan het afnemen is. Als belangrijkste redenen worden genoemd het wegblijven van Britse toeristen in verband met de onzekerheid rondom de Brexit, de onzekerheid op de wereldmarkt en interne instabiliteit. Hierdoor neemt de enorme werkeloosheid, een erfenis van de economische crisis die ruim een decennium eerder uitbrak, niet af en blijft deze, ondanks de beloften van Sánchez en zijn regering deze te verminderen, rond de 14%.

## Opiniepeilingen
Hieronder een grafiek waarin verschillende opiniepeilingen bijeen zijn gebracht. De grafiek toont de peilingen voor de gehele dertiende legislatuur, die in principe vier jaar had moeten duren als er geen vroegtijdige verkiezing uit waren geschreven.

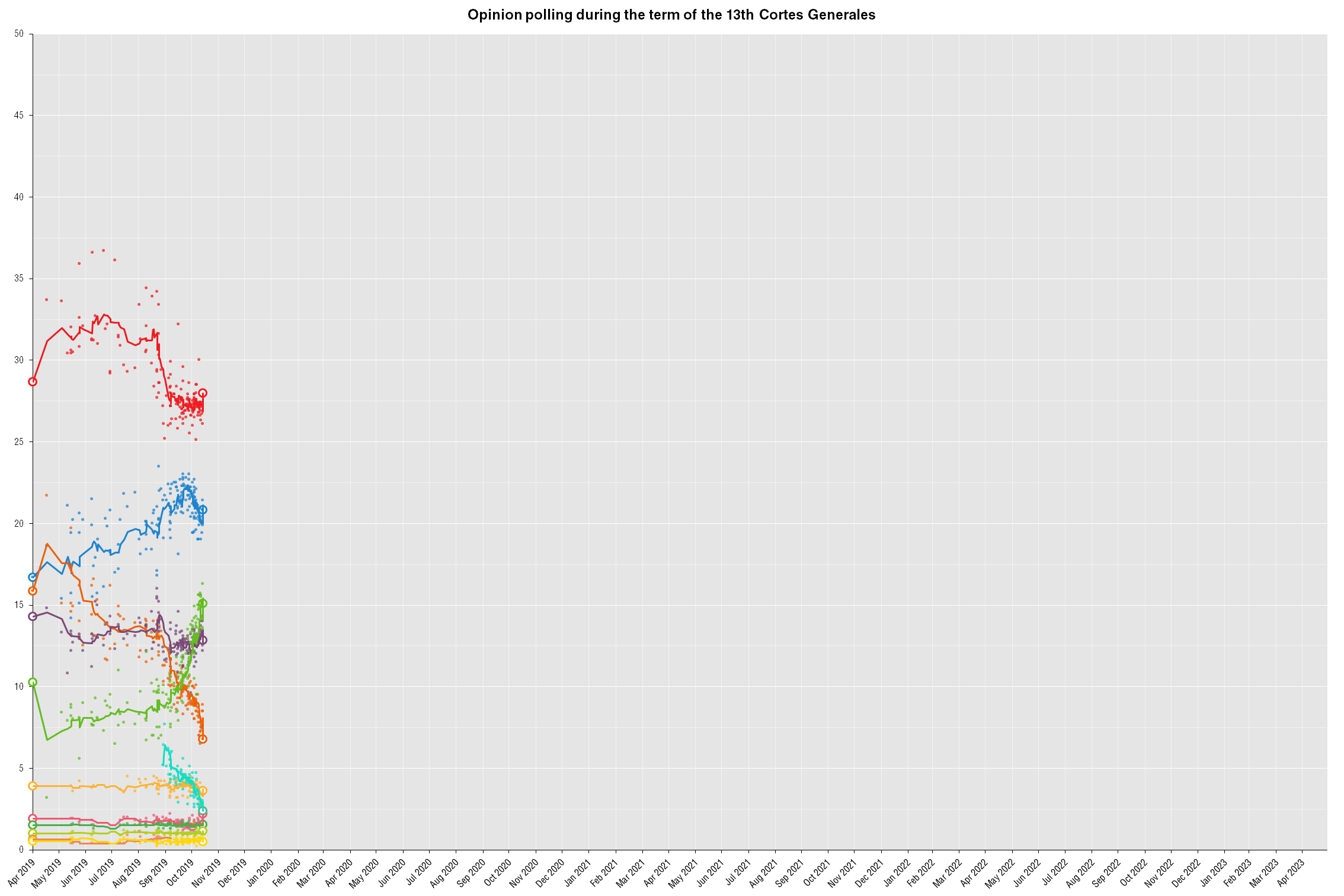
Evolutie van de stemintenties

## Verkiezingscampagne
Bij wet begint een verkiezingscampagne in Spanje twee weken voor de verkiezingsdag. Voor die tijd wordt er echter al volop campagne gevoerd. Dit heet de precampaña. De campagne wordt twee dagen voor de verkiezingen, voor middernacht, formeel afgesloten, en de dag voor de verkiezingen wordt een pre-electorale stilte in acht genomen, de jornada de reflexión. Die dag mag er geen campagne worden gevoerd.
De campagne begint met een schandaal dat de PP raakt. In een aantal steden en wijken die traditioneel links stemmen, verschijnen er posters met de tekst "no contéis conmigo" ("reken niet op mij"), die linkse kiezers aanspoort niet te gaan stemmen om zo hun onvrede uit te drukken over het feit dat PSOE en UP niet in staat bleken een regering te vormen, waardoor er zeven maanden na de vorige stembusgang opnieuw verkiezingen zijn. Ook op sociale media wordt deze campagne groots opgestart. Later blijkt deze campagne op poten te zijn gezet door een bedrijf dat de PP in dienst heeft genomen om zijn verkiezingscampagne te verzorgen. Zij zouden 17.000 euro uit hebben gegeven aan advertenties in een poging het linkse electoraat te demobiliseren. De kiescommissie stelt echter geen onderzoek in, een schaart het voorval onder vrijheid van meningsuiting.

### Verkiezingsdebatten
Er zijn 4 verkiezingsdebatten voor de televisie, waarvan een tussen de lijsttrekkers, op 4 november, georganiseerd door de Academia de la Televisión, een overkoepelend orgaan waar zowel publieke als commerciële zenders deel van uitmaken. Het debat wordt overheerst door het thema Catalonië en de eenheid van Spanje. Het brengt goed de vastgelopen verhoudingen tussen de partijen in beeld, en de breuk tussen Pedro Sánchez van de PSOE, die meer het centrum op lijkt te zoeken dan voorheen, en Pablo Iglesias van UP lijkt alleen maar groter geworden. In de media wordt Santiago Abascal van Vox aangewezen als winnaar, en Albert Rivera van C's als verliezer.
Sánchez doet tijdens het debat de uitspraak dat hij Carles Puigdemont, de voormalige regiopresident die naar België uitgeweken is om aan strafvervolging te ontkomen, terug te halen naar Spanje. Daar wordt meteen tegenin gebracht dat dat een zaak is van justitie en dat Sánchez zich daar niet in mag mengen, maar later in de week herhaalt hij dit op RNE, de nationale radio, en wijst hij erop dat het Openbaar Ministerie afhankelijk is van de regering. Dit komt hem op stevige kritiek uit het Openbaar Ministerie te staan. Later moet hij deze woorden terugnemen en benadrukt hij de autonomie van het Openbaar Ministerie.

## Uitslag
Spanje kent een districtenstelsel, waarin de districten overeenkomen met de provincies. Binnen elk district of kieskring kan de kiezer stemmen op gesloten kieslijsten, dat wil zeggen op een partij in plaats van op een persoon. Het aantal stemmen wordt per district omgerekend in zetels aan de hand van de Methode-D'Hondt.

### Congres
Voor het congres kiest elke provincie een aantal volksvertegenwoordigers gebaseerd op inwonertal. Zo stemden Ceuta en Melilla elk voor één zetel, maar de provincie Barcelona 32 en Madrid, waar de provincie overeenkomt met de bestuurslaag erboven, de autonome gemeenschap, 37 afgevaardigden. Hieronder de uitslag voor het congres.
| Kieslijst | Kieslijst                  | Kieslijst                  | Aantal stemmen | %     | +/− Stemmen (%) | Zetels | +/− Zetels |
| --------- | -------------------------- | -------------------------- | -------------- | ----- | --------------- | ------ | ---------- |
|           | PSOE                       | PSOE                       | 6.752.983      | 28,00 | − 0,68          | 120    | −3         |
|           | PP                         | PP                         | 5.019.869      | 20,82 | + 4,12          | 88     | +22        |
|           | Vox                        | Vox                        | 3.640.063      | 15,09 | + 4,86          | 52     | +28        |
|           | UP                         | UP                         | 3.097.185      | 12,84 | − 1,48          | 35     | −7         |
|           | ERC - Sobiranistes         | ERC - Sobiranistes         | 869.934        | 3,61  | − 0,25          | 13     | −2         |
|           | C's (Ciudadanos)           | C's (Ciudadanos)           | 1.637.540      | 6,79  | − 9,07          | 10     | −47        |
|           | JxCat                      | JxCat                      | 527.375        | 2,19  | + 0,28          | 8      | +1         |
|           | EAJ/PNV                    | EAJ/PNV                    | 377.423        | 1,57  | + 0,06          | 7      | +1         |
|           | EH Bildu                   | EH Bildu                   | 276.519        | 1,15  | + 0,16          | 5      | +1         |
|           | Mas País (incl. Compromis) | Mas País (incl. Compromis) | 554.066        | 2,30  | + 2,30          | 3      | +2*        |
|           | CUP                        | CUP                        | 244.754        | 1,01  | + 1,01          | 2      | +2         |
|           | CCa - PNC - NC             | CCa - PNC - NC             | 123.981        | 0,51  | − 0,20          | 2      | +/−        |
|           | Na+ (incl. UPN)            | Na+ (incl. UPN)            | 98.448         | 0,41  | +/−             | 2      | +/−        |
|           | PRC                        | PRC                        | 68.580         | 0,28  | + 0,08          | 1      | +/−        |
|           | BNG                        | BNG                        | 119.491        | 0,50  | + 0,50          | 1      | +1         |
|           | Teruel existe              | Teruel existe              | 19.696         | 0,08  | + 0,08          | 1      | +1         |

Opmerkingen:
- Door het kiesstelsel zijn er partijen met meer stemmen dan een aantal partijen die een zetel hebben behaald, maar die uiteindelijk in geen enkele provincie genoeg stemmen hebben gehaald om vertegenwoordiging te krijgen.

### Senaat
Ook voor het berekenen van de zetelverdeling in de senaat worden de provincies als kieskringen gebruikt. In dit geval heeft echter elke provincie op het Spaanse vasteland 4 vertegenwoordigers, hebben Mallorca, Tenerife en Gran Canaria er elk drie, de kleinere eilanden er elk één, en Ceuta en Melilla hebben er elk twee. Dit telt op tot een totaal van 208 zetels. Daarnaast kiezen de wetgevende kamers van de autonome gemeenschappen een senator voor elke miljoen inwoners, en zo komt het totaal aantal senatoren uit op 266.
| Kieslijst | Kieslijst           | Zetels | +/− Zetels |
| --------- | ------------------- | ------ | ---------- |
|           | PSOE                | 92     | − 31       |
|           | PP                  | 84     | + 29       |
|           | ERC                 | 11     | +/−        |
|           | EAJ/PNV             | 9      | +/−        |
|           | Na+                 | 3      | +3         |
|           | Junts per Catalunya | 3      | + 1        |
|           | ¡Teruel Existe!     | 2      | + 2        |
|           | Vox                 | 2      | + 2        |
|           | ASG                 | 1      | +/−        |
|           | EH Bildu            | 1      | + 1        |

## Afwikkeling
Daags na de verkiezingen presenteert Pedro Sánchez van de PSOE samen met Pablo Iglesias van UP een principe-overeenkomst voor een nieuw te vormen coalitieregering. De snelheid waarmee dit gebeurt is opmerkelijk, omdat het juist het onvermogen was van beide partijen om een regering te vormen na de vorige verkiezingen wat ertoe heeft geleid dat deze verkiezingen uit werden geschreven. Deze partijen hebben gezamenlijk echter niet de meerderheid in het congres, en onderhandelen daarom met andere partijen over gedoogsteun.
1977 · 1979 · 1982 · 1986 · 1989 · 1993 · 1996 · 2000 · 2004 · 2008 · 2011 · 2015 · 2016 · 2019 (april) · 2019 (november) · 2023